# Hits Mix EP
Hits Mix EP – minialbum amerykańskiego rapera Flo Ridy, wydany 30 listopada 2009 roku przez wytwórnię Atlantic Records. Na albumie znalazły się wszystkie single (oprócz singla "Be on You") z dwóch pierwszych albumów studyjnych Flo Ridy : Mail on Sunday i R.O.O.T.S.. Okładką minialbumu została okładka drugiego albumu rapera, ale w wersji czerwonej. 

## Lista utworów
1. "Low" - 3:49
2. "Right Round" - 3:27
3. "Sugar" - 4:12
4. "Elevator" - 3:50
5. "In the Ayer" - 3:41
6. "Jump" - 3:28
7. "Available" - 4:24
8. Album Mega Mix

## Historia wydania
| Kraj              | Data              | Format               | Wytwórnia        |
| ----------------- | ----------------- | -------------------- | ---------------- |
| Stany Zjednoczone | 30 listopada 2009 | CD, digital download | Atlantic Records |
| Kanada            | 1 grudnia 2009    | CD                   | Atlantic Records |
| Niemcy            | 4 grudnia 2009    | CD                   | Atlantic Records |
| Wielka Brytania   | 11 stycznia 2010  | CD                   | Atlantic Records |